# 11763 Deslandres
11763 Deslandres este o planetă minoră (asteroid) din centura de asteroizi. A fost descoperită pe 24 septembrie 1960 la Observatorul Palomar de Cornelis Johannes van Houten și a fost numită după Henri Deslandres⁠(d). 
Obiectul prezintă o orbită caracterizată de o semiaxă mare de 2,8773409 UAi, o excentricitate de 0,01, o înclinație de 2,2746 ° în raport cu ecliptica.